# Baranowo (gromada w powiecie mrągowskim)
Baranowo – dawna gromada, czyli najmniejsza jednostka podziału terytorialnego Polskiej Rzeczypospolitej Ludowej w latach 1954–1972.
Gromady, z gromadzkimi radami narodowymi (GRN) jako organami władzy najniższego stopnia na wsi, funkcjonowały od reformy reorganizującej administrację wiejską przeprowadzonej jesienią 1954 do momentu ich zniesienia z dniem 1 stycznia 1973, tym samym wypierając organizację gminną w latach 1954–1972.
Gromadę Baranowo z siedzibą GRN w Baranowie utworzono – jako jedną z 8759 gromad na obszarze Polski – w powiecie mrągowskim w woj. olsztyńskim na mocy uchwały nr 18 WRN w Olsztynie z dnia 4 października 1954. W skład jednostki weszły obszary dotychczasowych gromad Baranowo, Cudnochy, Faszcze, Inulec i Lipowo ze zniesionej gminy Baranowo w tymże powiecie. Dla gromady ustalono 12 członków gromadzkiej rady narodowej.
1 stycznia 1960 do gromady Baranowo włączono wsie Kosewo, Kosewo Górne, Śniodowo i Zawada oraz leśniczówkę Jeziorko ze zniesionej gromady Kosewo w tymże powiecie.
22 grudnia 1971 do gromady Baranowo włączono sołectwo Jora Wielka ze zniesionej gromady Użranki w tymże powiecie.
Gromada przetrwała do końca 1972 roku, czyli do kolejnej reformy gminnej.